# Клюковский, Антони
Антони́ Клюко́вский (пол. Antoni Klukowski; 2 апреля 2007, Лилль) — польский и канадский футболист, нападающий клуба «Погонь».

## Клубная карьера
Клюковский родился в Лилле, в то время как его отец, уроженец Польши, игрок сборной Канады Майкл Клюковский, играл за «Брюгге» в соседней Бельгии.
Будучи юным игроком, Клюковский присоединился к молодёжной академии испанской команды «Мальорка». В июле 2023 года он подписал контракт с польской командой «Погонь» из Щецина. Дебютировал в команде 8 ноябоя 2024 года в проигранном (0:1) матче Экстракласы против клуба «Радомяк».

## Карьера в сборной
Клюковский — игрок сборной Канады. Он играл за сборную Канады до 17 лет на Кубке Мексики 2022. Позже он играл за Канаду на чемпионате мира по футболу U-17 2023 года, приняв участие во всех трёх матчах.
В октябре 2024 года он получил вызов в сборную Польши до 18 лет на товарищеский турнир в Испании, но был вынужден пропустить его из-за травмы.